# Portrait d'Edmond de Belamy
Le Portrait d'Edmond de Belamy est une impression sur toile, première œuvre d'art produite avec un logiciel d'intelligence artificielle à être présentée dans une salle des ventes. Ce portrait d'un personnage fictif a été vendu 432 500 dollars chez Christie's le 25 octobre 2018.

## Description
Le Portrait d'Edmond de Belamy fait partie d'une série de onze portraits représentant une famille bourgeoise fictive des XVIIIe et XIXe siècles, les Belamy. Le personnage est représenté de trois-quarts, en veste noire et col blanc, le visage flou. Placé dans un cadre doré de 700 x 700 mm, le portrait est signé d'une formule mathématique : {\displaystyle \min _{\mathcal {G}}\max _{\mathcal {D}}E_{x}\left[\log({\mathcal {D}}(x))\right]+E_{z}\left[\log(1-{\mathcal {D}}({\mathcal {G}}(z)))\right]}, en référence au code de l'algorithme qui a produit l'œuvre.
Belamy est une traduction de Goodfellow, en hommage au chercheur Ian Goodfellow, scientifique en intelligence artificielle, et inventeur des réseaux antagonistes génératifs.

## Auteurs et création
Le Portrait d'Edmond de Belamy est l'œuvre du collectif Obvious, constitué des français Hugo Caselles-Dupré, Pierre Fautrel et Gauthier Vernier, colocataires dans le 10e arrondissement de Paris. Le premier est mathématicien de formation, les deux autres sont issus d'écoles de commerce. Les auteurs revendiquent une démarche artistique : « Même si l'algorithme crée l'image […], ceux qui ont décidé d'imprimer sur de la toile, de la signer d'une formule mathématique, de mettre un cadre en or, c'est nous ».
Des machines ont appris, grâce à des GANs, à analyser et synthétiser plus de 15 000 portraits produits depuis le Moyen Âge, pour connaître les règles du portrait. Les résultats sont ensuite traités par un second logiciel pour s'assurer qu'ils puissent être assimilés à une production humaine,.

## Vente
Les membres d'Obvious ont été approchés par un responsable des imprimés chez Christie's, qui a estimé la toile entre 7 000 et 10 000 dollars. Elle a été adjugée à 432 500 dollars, soit 45 fois le prix estimé. C'est la première vente aux enchères d'un tableau réalisé par intelligence artificielle.
Le nom de l'acheteur n'a pas été rendu public.